# Fontaines D. C.
Fontaines D. C. ist eine irische Post-Punk-Band aus Dublin. Die Band wurde im Jahre 2016 gegründet und hat vier Studioalben und ein Livealbum veröffentlicht. Fontaines D. C. wurde zweimal bei den BRIT Awards und jeweils einmal bei den iHeartRadio Music Awards und NME Awards ausgezeichnet. Darüber hinaus wurde die Band dreimal bei den Grammys nominiert.

## Bandgeschichte
Die fünf Mitglieder lernten sich in Dublin am Music College kennen und schlossen sich 2016 zusammen. Als Bandnamen wählten sie Fontaines nach der Figur des Patensohns und Sängers Johnny Fontane aus dem Mafia-Film Der Pate. Nach Beschwerden einer gleichnamigen US-amerikanischen Band hängten sie D. C. für Dublin City an den Namen. 2017 veröffentlichten sie ihre Debütsingle Hurricane Laughter und spielten noch im selben Jahr ihre erste Tour. Als Liveband, aber auch durch weitere Singleveröffentlichungen erlangten sie schnell große Bekanntheit. Im Frühjahr 2019 traten sie beim renommierten Kulturfestival South by Southwest auf.
Ihr Debütalbum Dogrel veröffentlichten sie im April und kamen damit auf Anhieb auf Platz vier in Irland und in die Top 10 der britischen Charts. Auch in weiteren europäischen Ländern wie Deutschland und Frankreich konnte es sich platzieren und sogar in die US-amerikanischen Indie-Charts kam das Album.
Wenige Monate später begannen sie mit Arbeiten für das nächste Album, das sie 2020 in Los Angeles aufnahmen. A Hero’s Death erschien im August des Jahres und übertraf noch einmal deutlich den Erfolg des Debüts. In Irland und England kam es auf Platz zwei und weitere Top-10- und Top-20-Platzierungen gab es beispielsweise in Belgien, den Niederlanden, in Deutschland und der Schweiz.
Am 22. April 2022 erschien mit Skinty Fia ihr drittes Studioalbum. Die Fontaines D.C. thematisieren darin ihre Entfremdung von Irland, insbesondere von Dublin. Mittlerweile sind Belfast und London zu den Lebensmittelpunkten der Band geworden. Das Album stieg jeweils auf Platz eins der irischen und britischen Albumcharts sowie auf Platz fünf der deutschen Albumcharts ein. Bei den BRIT Awards 2023 wurden Fontaines D. C. in der Kategorie Best International Group ausgezeichnet.
Das vierte Album Romance wurde am 23. August 2024 veröffentlicht und erreichte jeweils Platz zwei der irischen und britischen und Platz sechs der deutschen Albumcharts. Bei den Grammy Awards 2025 wurde Romance in der Kategorie Best Rock Album und das Lied Starbuster in der Kategorie Best Alternative Music Performance nominiert. Starbuster ist außerdem Titelsong der britischen Gangsterserie Mob Land von 2025.

## Diskografie

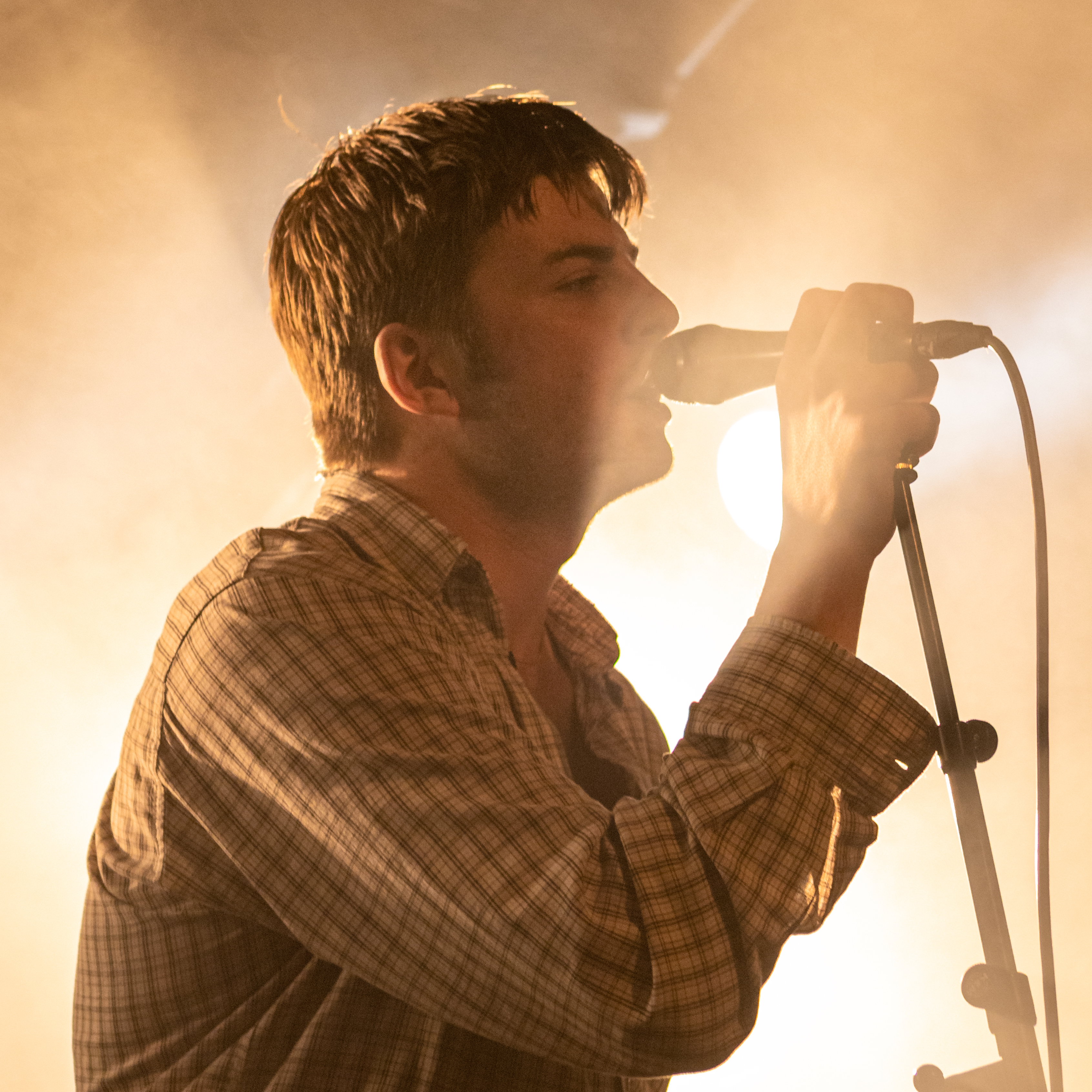
Grian Chatten, Haldern Pop Festival 2019

### Studioalben
| Jahr | Titel Musiklabel                | Höchstplatzierung, Gesamtwochen, AuszeichnungChartplatzierungen (Jahr, Titel, Musiklabel, Platzierungen, Wochen, Auszeichnungen, Anmerkungen) | Höchstplatzierung, Gesamtwochen, AuszeichnungChartplatzierungen (Jahr, Titel, Musiklabel, Platzierungen, Wochen, Auszeichnungen, Anmerkungen) | Höchstplatzierung, Gesamtwochen, AuszeichnungChartplatzierungen (Jahr, Titel, Musiklabel, Platzierungen, Wochen, Auszeichnungen, Anmerkungen) | Höchstplatzierung, Gesamtwochen, AuszeichnungChartplatzierungen (Jahr, Titel, Musiklabel, Platzierungen, Wochen, Auszeichnungen, Anmerkungen) | Höchstplatzierung, Gesamtwochen, AuszeichnungChartplatzierungen (Jahr, Titel, Musiklabel, Platzierungen, Wochen, Auszeichnungen, Anmerkungen) | Höchstplatzierung, Gesamtwochen, AuszeichnungChartplatzierungen (Jahr, Titel, Musiklabel, Platzierungen, Wochen, Auszeichnungen, Anmerkungen) | Anmerkungen                                               |
| Jahr | Titel Musiklabel                | DE | AT | CH | UK | US | IE | Anmerkungen                                               |
| ---- | ------------------------------- | --- | --- | --- | --- | --- | --- | --------------------------------------------------------- |
| 2019 | Dogrel Partisan Records         | DE92 (1 Wo.)DE | — | — | UK9 Gold · (3 Wo.)UK | — | IE4 (27 Wo.)IE | Erstveröffentlichung: 12. April 2019 Verkäufe: + 100.000  |
| 2020 | A Hero’s Death Partisan Records | DE14 (2 Wo.)DE | AT61 (1 Wo.)AT | CH12 (3 Wo.)CH | UK2 Silber · (3 Wo.)UK | — | IE2 (11 Wo.)IE | Erstveröffentlichung: 31. Juli 2020 Verkäufe: + 60.000    |
| 2022 | Skinty Fia Partisan Records     | DE5 (4 Wo.)DE | AT20 (1 Wo.)AT | CH9 (2 Wo.)CH | UK1 Gold · (3 Wo.)UK | — | IE1 (19 Wo.)IE | Erstveröffentlichung: 22. April 2022 Verkäufe: + 100.000  |
| 2024 | Romance Partisan Records        | DE6 (5 Wo.)DE | AT7 (1 Wo.)AT | CH3 (3 Wo.)CH | UK2 Gold · (… Wo.)UK | US97 (… Wo.)US | IE2 (… Wo.)IE | Erstveröffentlichung: 23. August 2024 Verkäufe: + 100.000 |

### Livealben
| Jahr | Titel Musiklabel                         | Höchstplatzierung, Gesamtwochen, AuszeichnungChartplatzierungen (Jahr, Titel, Musiklabel, Platzierungen, Wochen, Auszeichnungen, Anmerkungen) | Höchstplatzierung, Gesamtwochen, AuszeichnungChartplatzierungen (Jahr, Titel, Musiklabel, Platzierungen, Wochen, Auszeichnungen, Anmerkungen) | Anmerkungen                         |
| Jahr | Titel Musiklabel                         | UK | IE | Anmerkungen                         |
| ---- | ---------------------------------------- | --- | --- | ----------------------------------- |
| 2021 | Live at Kilmainham Gaol Partisan Records | UK42 (1 Wo.)UK | IE7 (1 Wo.)IE | Erstveröffentlichung: 12. Juni 2021 |

### Singles
| Jahr | Titel Album                      | Höchstplatzierung, Gesamtwochen, AuszeichnungChartplatzierungen (Jahr, Titel, Album, Platzierungen, Wochen, Auszeichnungen, Anmerkungen) | Höchstplatzierung, Gesamtwochen, AuszeichnungChartplatzierungen (Jahr, Titel, Album, Platzierungen, Wochen, Auszeichnungen, Anmerkungen) | Anmerkungen                                                |
| Jahr | Titel Album                      | UK | IE | Anmerkungen                                                |
| --- | -------------------------------- | --- | --- | ---------------------------------------------------------- |
| 2019 | Boys in the Better Land Dogrel   | UK— SilberUK | — | Erstveröffentlichung: 10. April 2019 Verkäufe: + 200.000   |
| 2020 | A Hero’s Death                   | — | IE90 (1 Wo.)IE | Erstveröffentlichung: 5. Mai 2020                          |
| 2020 | I Don’t Belong A Hero’s Death    | — | IE86 (1 Wo.)IE | Erstveröffentlichung: 9. Juni 2020                         |
| 2022 | Jackie Down the Line Skinty Fia  | UK— SilberUK | IE89 (1 Wo.)IE | Erstveröffentlichung: 12. Januar 2022 Verkäufe: + 200.000  |
| 2022 | I Love You Skinty Fia            | UK— SilberUK | IE66 (1 Wo.)IE | Erstveröffentlichung: 17. Februar 2022 Verkäufe: + 200.000 |
| 2022 | Roman Holiday Skinty Fia         | — | IE68 (1 Wo.)IE | Erstveröffentlichung: 22. April 2022                       |
| 2022 | In ár gCroíthe go deo Skinty Fia | — | IE80 (1 Wo.)IE | Erstveröffentlichung: 22. April 2022                       |
| 2024 | Starburster Romance              | UK57 Silber · (9 Wo.)UK | IE24 (9 Wo.)IE | Erstveröffentlichung: 19. April 2024 Verkäufe: + 200.000   |
| 2024 | Favourite Romance                | UK64 Silber · (10 Wo.)UK | IE25 (… Wo.)IE | Erstveröffentlichung: 18. Juni 2024 Verkäufe: + 200.000    |
| 2024 | Here’s the Thing Romance         | — | IE43 (… Wo.)IE | Erstveröffentlichung: 6. August 2024                       |
| 2024 | In the Modern World Romance      | UK52 (1 Wo.)UK | IE34 (… Wo.)IE | Erstveröffentlichung: 20. August 2024                      |
| 2025 | It’s Amazing to Be Young Romance | UK39 (3 Wo.)UK | IE20 (… Wo.)IE | Erstveröffentlichung: 21. Februar 2025                     |
| Folgende Lieder erschienen nicht als Single, wurden aber durch das Album zum Download und Streaming bereitgestellt und konnten somit eine Platzierung erlangen: |                                  | | |                                                            |
| |                                  | | |                                                            |
| 2020 | A Lucid Dream A Hero’s Death     | — | IE84 (1 Wo.)IE | Charteinstieg: 7. August 2020                              |
| 2024 | Bug Romance                      | UK60 Silber · (9 Wo.)UK | IE42 (… Wo.)IE | Charteinstieg: 30. August 2024 Verkäufe: + 200.000         |

Weitere Singles
- 2017: Hurricane Laughter
- 2018: Chequeless Reckless
- 2018: Liberty Belle
- 2018: Too Real
- 2019: Big
- 2019: Sha Sha Sha

## Auszeichnungen

### Musikverkäufe
Anmerkung: Auszeichnungen in Ländern aus den Charttabellen bzw. Chartboxen sind in ebendiesen zu finden.
| Land/RegionAuszeichnungen für Musikverkäufe (Land/Region, Auszeichnungen, Verkäufe, Quellen) | Silber     | Gold     | Platin | Verkäufe  | Quellen   |
| -------------------------------------------------------------------------------------------- | ---------- | -------- | ------ | --------- | --------- |
| Vereinigtes Königreich (BPI)                                                                 | 7× Silber7 | 3× Gold3 | —      | 1.560.000 | bpi.co.uk |
| Insgesamt                                                                                    | 7× Silber7 | 3× Gold3 | —      |           |           |

### Musikpreise
| Preis                    | Jahr | Kategorie                          | für             | Resultat  |
| ------------------------ | ---- | ---------------------------------- | --------------- | --------- |
| BRIT Awards              | 2023 | Best International Group           | Fontaines D. C. | Gewonnen  |
| BRIT Awards              | 2025 | Best International Group           | Fontaines D. C. | Gewonnen  |
| Grammy Awards            | 2021 | Best Rock Album                    | A Hero’s Death  | Nominiert |
| Grammy Awards            | 2025 | Best Rock Album                    | Romance         | Nominiert |
| Grammy Awards            | 2025 | Best Alternative Music Performance | Starburster     | Nominiert |
| iHeartRadio Music Awards | 2025 | Best New Artist (Alt and Rock)     | Fontaines D. C. | Gewonnen  |
| NME Awards               | 2022 | Best Band in the World             | Fontaines D. C. | Gewonnen  |